# Schleuse Altenrheine
Die Schleuse Altenrheine ist eine Schleuse am Dortmund-Ems-Kanal (DEK). Sie liegt in Altenrheine, einem Stadtteil von Rheine im Kreis Steinfurt. Sie überwindet eine Fallhöhe von 3,60 Meter und kann Schiffe und Verbände bis 185 m Länge aufnehmen.

## Allgemeines
Die Schleuse Altenrheine (DEK-km 117,9) gehört zur so genannten Schleusentreppe Rheine. Auf diesem rund 29 Kilometer langen Kanalabschnitt zwischen der Schleuse Bevergern (DEK-km 109,3) und der Schleuse Gleesen (DEK-km 137,9) wird ein Höhenunterschied von knapp 29 Metern überwunden. Auf dem Wasserweg von Bevergern nach Gleesen müssen noch drei weitere Schleusen passiert werden: Rodde (DEK-km 112,5), Venhaus (DEK-km 126,6) und Hesselte (DEK-Km 134,5).
Die Schleuse Altenrheine wird vom Wasserstraßen- und Schifffahrtsamt Westdeutsche Kanäle betrieben. Sie hat eine mittlere Fallhöhe von 3,6 m und wird täglich, außer an Feiertagen, zwischen 06:00 und 22:00 Uhr von der Leitzentrale Bergeshövede bedient und überwacht.

## Schleusen
Die erste Schleuse in Altenrheine wurde mit Eröffnung des DEK 1899 in Betrieb genommen. Wie alle ersten Schleusenkammern hatte sie eine Kammerlänge von rund 67 Meter und eine Breite von 8,60 Meter. Wegen des vermehrten Gebrauchs von Schleppzügen musste die kleine Schleuse 1914 um eine rund 160 Meter lange Schleppzugschleuse ergänzt werden. 
Als Ersatz für die alten Bauwerke wurde ab 1971 eine neue Schleusenkammer für rund 21 Mio. Deutsche Mark zwischen den zwei vorhandenen errichtet. Sie ist 190 m lang, 12 m breit und ging am 12. August 1974 in Betrieb. Theoretisch würden diese Abmessungen die Passage von Binnenschiffen der Klasse Vb erlauben, die benachbarten Schleusen können zurzeit aber nur Fahrzeuge bis zur Klasse IV (Europaschiff) aufnehmen. Nach Inbetriebnahme wurden die beiden alten Schleusenkammern verfüllt.

## Nächste Schleusen
| Dortmund-Ems-Kanal |                         |                      |                         |                  |
| Kanal              | obere Haltung           | Schleuse Altenrheine | untere Haltung          | Kanal            |
| km 112,5           | 5,4 km ← Süden          | km 117,9             | 8,7 km → Norden         | km 126,6         |
| Schleuse Rodde     | Wasserstand: 38,40 m NN | Hubhöhe 3,60 m       |                         |                  |
|                    |                         | Hubhöhe 3,60 m       | Wasserstand: 34,80 m NN | Schleuse Venhaus |

aktuelle Wasserstände siehe: